# Ramón Morla
Ramón Morla (nacido el 20 de noviembre de 1989 en San Pedro de Macorís) es un infielder dominicano de ligas menores que pertenece a los Marineros de Seattle.
Morla fue firmado por los Marineros como agente libre el 12 de julio de 2006. Fue calificado como uno de los mejores prospectos de los Marineros durante la temporada 2011.